# NGC 7196
NGC 7196 is een elliptisch sterrenstelsel in het sterrenbeeld Indiaan. Het hemelobject werd op 2 oktober 1834 ontdekt door de Britse astronoom John Herschel.

## Synoniemen
- ESO 237-36
- AM 2202-502
- IRAS 22026-5021
- PGC 68020